# Boljevići, Bar
Boljevići este un sat din comuna Bar, Muntenegru. Conform datelor de la recensământul din 2003, localitatea are 204 locuitori (la recensământul din 1991 erau 194 de locuitori).

## Demografie
În satul Boljevići locuiesc 169 de persoane adulte, iar vârsta medie a populației este de 44,1 de ani (40,3 la bărbați și 47,7 la femei). În localitate sunt 70 de gospodării, iar numărul mediu de membri în gospodărie este de 2,91.
Populația localității este foarte eterogenă.
|  |

| Demografie | Demografie | Demografie |
| An         | Locuitori  | Locuitori  |
| ---------- | ---------- | ---------- |
|            |            |            |
|            |            |            |
|            |            |            |
|            |            |            |
| 1948       | 365        |            |
| 1953       | 375        |            |
| 1961       | 359        |            |
| 1971       | 339        |            |
| 1981       | 215        |            |
| 1991       | 194        | 194        |
| 2003       | 208        | 204        |

| \| Componența etnică conform recensământului din 2003[2] \| Componența etnică conform recensământului din 2003[2] \| Componența etnică conform recensământului din 2003[2] \| Componența etnică conform recensământului din 2003[2] \| Componența etnică conform recensământului din 2003[2] \| \| ----------------------------------------------------- \| ----------------------------------------------------- \| ----------------------------------------------------- \| ----------------------------------------------------- \| ----------------------------------------------------- \| \| \| \| \| \| \| \| Muntenegreni \| Muntenegreni \| \| 114 \| 55,88% \| \| Sârbi \| Sârbi \| \| 76 \| 37,25% \| \| Croați \| Croați \| \| 1 \| 0,49% \| \| Iugoslavi \| Iugoslavi \| \| 1 \| 0,49% \| \| necunoscută \| necunoscută \| \| 0 \| 0% \| |              |  |     |        |
| Componența etnică conform recensământului din 2003 |              |  |     |        |
| |              |  |     |        |
| Muntenegreni | Muntenegreni |  | 114 | 55,88% |
| Sârbi | Sârbi        |  | 76  | 37,25% |
| Croați | Croați       |  | 1   | 0,49%  |
| Iugoslavi | Iugoslavi    |  | 1   | 0,49%  |
| necunoscută | necunoscută  |  | 0   | 0%     |